# Bufeo Colorado
La llegenda de Bufeo Colorado (en portuguès: Boto), és una llegenda molt difosa a la selva amazònica, que té el seu origen a la regió nord del Perú la qual parla sobre els dofins de l'Amazones (Inia geoffrensis) o dofí rosat (boto cor-de-rosa en portuguès brasiler), uns mamífers marins cetacis pertanyents a la família iniidae, els quals viuen al riu Amazones i els seus afluents. Aquesta llegenda continua viva als mites del Perú i està molt estesa en la cultura i a l'imaginari col·lectiu peruà.
La llegenda és generalment contada per justificar un embaràs fora del matrimoni.

## El mite
Es diu que, durant les festes i balls locals, el Boto apareixia transformat en un noi elegant vestit de blanc i sempre amb un barret per cobrir els grans orificis nasals, els quals no desapareixien del topall del cap quan aquest animal realitza la transformació a un ésser humà.
S'afirma que la transformació del Boto passa a les nits de lluna plena i va als pobles a prop dels rius on habita. En aquelles regions, l'economia depèn dels rius. S'afirma que el noi sedueix les noies solitàries, portant-les al fons del riu i, en alguns casos, embarassant-les. Per aquesta raó, quan un noi desconegut apareix en una festa usant barret, es demana que ell se'l tregui per garantir que no sigui un Boto.
D'aquesta llegenda en deriva el costum de dir, quan una dona té un fill amb un pare desconegut, que aquest fill és «fill del Boto».

## Cinema i televisió
Aquesta història va ser explicada al cinema a la pel·lícula brasilera Ele, o Boto (1987) amb Carlos Alberto Riccelli en el paper principal.
També a la pel·lícula Diarios de motocicleta (2004) apareix una versió d'aquesta llegenda. A la pel·lícula, una prostituta que es troba al vaixell on viatgen el jove Ernesto Che Guevara i el seu amic Alberto Granado a la selva peruana, explica a aquest últim la llegenda del Boto, però dient que es transforma en una bella dona que sedueix els homes.
A la telenovel·la A Força do Querer (2017), la protagonista Ritinha (Isis Valverde) era, segons la seva mare Edinalva (Zezé Polessa), filla del Boto (João Sabiá).